# Mashu Baker
Mashu Baker (ur. 25 września 1994 w Tokio) – japoński judoka występujący w kategorii do 90 kilogramów.

## Życiorys
Jego ojciec jest Amerykaninem. Jego rodzice rozwiedli się, kiedy był mały. Został wychowany przez matkę. Zaczął trenować judo w wieku 7 lat. Jego ulubioną techniką jest Ouchi Gari. W 2015 roku zdobył brązowy medal mistrzostw świata w kategorii do 90 kilogramów. Jest mistrzem olimpijskim z Rio de Janeiro w kategorii do 90 kilogramów.